# 詹姆斯波特 (紐約州)
詹姆斯波特（英語：Jamesport）是位於美國紐約州薩福克縣的普查規定居民點。

## 人口
根據2020年美國人口普查的數據，詹姆斯波特的面積為11.72平方千米，當中陸地面積為11.65平方千米，而水域面積為0.07平方千米。當地共有人口1609人，而人口密度為每平方千米137.29人。